# نیلوفر آبی موزی
 نیلوفر آبی موزی(نام علمی: Nymphaea mexicana) نام یک گونه از سرده نیلوفر آبی است.